# 斯孔蘭
斯孔蘭（挪威語：Skånland）是挪威特羅姆斯郡的旧市镇。該市镇存在於1926年至2020年間。2020年1月1日并入切爾松市镇。